# Kate O’Neill

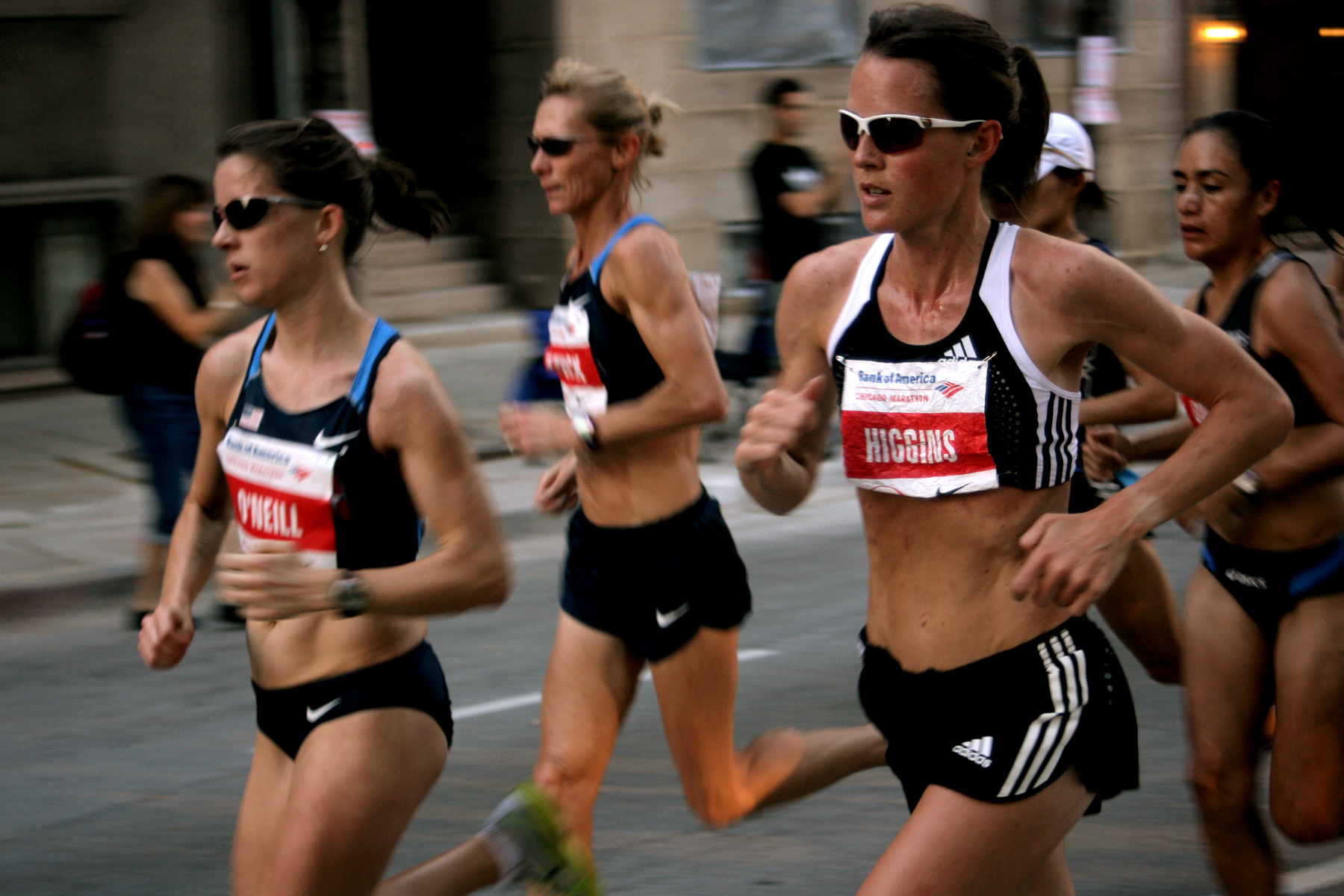
Kate O’Neill (links) 2008 in Chikago

Kate O’Neill (* 29. Juli 1980) ist eine US-amerikanische Langstreckenläuferin.
Zunächst konzentrierte sie sich auf Cross- und Bahnläufe. 2002 wurde sie NCAA-Vizemeisterin im Crosslauf, und zwei Jahre später belegte sie bei den Crosslauf-Weltmeisterschaften den 15. Platz. Bei den Olympischen Spielen 2004 in Athen kam sie im 10.000-Meter-Lauf auf den 21. Platz. Im selben Jahr stellte sie ihre Bestzeiten über 5000 m (15:21,66 min) und 10.000 m (31:34,37 min) auf. 	 
Nach zwei Jahren fast ohne Wettkämpfe wandte sie sich 2007 dem Straßenlauf zu. Zunächst wurde sie US-Vizemeisterin im Halbmarathon mit einer Zeit von 1:11:47 h und startete im Herbst beim Chicago-Marathon, wo sie bei extremer Hitze Dritte in 2:36:15 h wurde.
2008 holte sie den nationalen Halbmarathon-Titel in 1:11:57 h.
Kate O’Neill ist 1,63 m groß und wiegt 49 kg. Sie gehört dem Team Running USA an. 2003 graduierte sie an der Yale University im Fach Geschichte. Auch ihre Zwillingsschwester Laura ist eine talentierte Langstreckenläuferin, die ebenfalls in Yale studierte.